# Ly hương tìm quá khứ
Ly hương tìm quá khứ là cuốn thứ tám trong bộ truyện Pendragon của tác giả D. J. MacHale. Vào ngày 17 tháng 10 năm 2006, D. J. MacHale tuyên bố cuốn sách sẽ có tựa đề The Pilgrims of Rayne, được dịch theo tiếng Việt là "Ly hương tìm quá khứ". Nó được xuất bản bằng tiếng Anh ngày 8 tháng 5 năm 2007. Được dịch quá tiếng Việt vào mùa hè năm 2011.

## Cốt truyện

### Nhật ký #28
Bobby và Courtney đến Trái đất thứ ba và phát hiện ra đã có nhiều đổi thay. Patrick, lữ khách tại đó, đã đưa Bobby và Courtney đến thư viện để xem có thông tin gì về Mark không. Họ tin rằng Mark đã ở Trái đất thứ nhất. Họ bắt đầu tìm được tin tức của Mark từ Trái đất thứ nhất lẫn thứ hai. Cả hai đều báo hiệu điềm xấu, Mark đều bị mất tích trong ở hai lãnh địa. Thế là Bobby và Courtney quyết định đến Trái đất thứ nhất để tìm Mark. Họ đến đó vào ngày 1 tháng 11 năm 1937. Vừa đến nơi thì Courtney và Bobby đụng độ phải một nhóm "dado" (đến từ Quillan). Bobby dùng ống dẫn để tống cổ hết lũ dado về Quillan. Một tên dado đã làm trệch bánh xe lửa và tạo nên một tai nạn làm gây sự chú ý của mọi người. Sau khi về đến khách sạn Manhattan và gặp lại được Dodger. Cậu ta là một phụ tá cho ông Ginny. Bobby nhận ra Ibara cần cậu giúp nên đã quyết định bỏ đi đến Ibara để đuổi theo tên Saint Dane độc ác và bỏ lại Courtney một mình với trọng trách tìm giúp Mark thoát khỏi cái bẫy chết người.

### Ibara
Khi đến Ibara, cậu liền bị tấn công bởi một đàn ong quig. Khi tỉnh dậy, cậu phát hiện cậu đã được người dân làng Rayne cứu. Do tình cờ cậu gặp được Siry, con trai của Remudi, lữ khách cửa Ibara. Siry là một cậu thanh niên khá quậy phá và bướng bỉnh nhưng lại có chí lớn. Cậu là thủ lĩnh của một nhóm tự xưng mình là Jakills. Siry đã khám phá ra các hội đồng trên đảo đã lừa dối người dân và không cho họ biết về quá khứ của mình. Có rất nhiều thứ mới mẻ chờ cậu khám phá ngoài hòn đảo này nhưng tất cả mọi người đều bị cấm đi.
Bỗng nhiên một nhóm do dân làng gọi là bọn đào tẩu tấn công dân làng. Bobby đã giúp dân làng và nhóm Jakills đánh đuổi bọn chúng. Từ đó cậu lấy được sự tin tưởng của nhóm Jakills. Cậu quyết định cùng nhóm Jakills cướp một con tàu để ra đi tìm ra sự thật. Sau khi cướp được tàu, Siry lấy ra bản đồ và quyết định đến đất liền gần nhất có tên là Rubity. Sau khi đậu cảng, tụi nó nhận ra đây là thành phố tan nát, giống như một thành phố ma. Bobby, Siry và một số đứa khác bắt đầu đi dò la thành phố này. Sau một hồi nói chuyện, Bobby chợt nhận ra một điều kinh khủng. Ibara chỉ là tên gọi của một hòn đảo, lãnh địa Ibara thật ra chính là Veelox 300 năm sau. Bobby cảm thấy có lỗi vì đã để chuyện này xảy ra.
Đột ngột bất thình lình, bọn đào tẩu tấn công họ. Chỉ có Bobby và Siry thoát được chạy về tàu thì phát hiện tàu đã bị bắn chìm. Bobby và Siry tưởng rằng tất cả nhóm Jakills đã chết và chỉ có duy nhất họ còn sống sót. Họ chạy trốn đến nguồn sống sự sáng, một tòa nhà hình kim tự tháp. Họ nhận được tin nhắn mấy thế kỷ trước của Aja Killian. Aja, cô là mẹ đẻ của Ibara. Cô là người lên hết tất cả kế hoạch cho nó và truyền lại kiến thứ cho nhiều thế hệ sau noi theo. Bobby phát hiện nhóm Jakills thật ra đến từ tên Aja Killian. Sau khi Veelox đã thật sự tàn lụi thì đã xuất hiện hai nhóm người. Một nhóm dẫn đầu bởi Aja muốn bắt đầu lại từ đầu còn nhóm khác ngoan cố muốn theo đời sống cũ và trở thành bọ cướp xấu xa.
Trong kim tự tháp, tên Saint Dane cũng tiết lộ cho Bobby biết là hắn đang dự tính dùng hàng ngàn quân đội dado để xâm lăng Ibara. Dù bị bao vây bởi bọn đào tẩu và dado nhưng Bobby và Siry vẫn may mắn trốn thoát và lên được một con tàu và chạy thoát. Khi về tới Ibara, họ liền lập tức thông báo tin cho hội đồng của làng để họ chuẩn bị chiến đấu. Tiện thể hội đồng trưởng lão cũng tiết lộ cho Bobby và Siry nghe kế hoạch của họ đã được sắp đặt từ hàng thế kỷ này. Cái ngày mà người dân ở đảo bắt đầu di dân đến sống ở các chỗ khác trên toàn thể Veelox. Khi họ đang trên đường đi di dân thì bị bọn đào tẩu bắn chìm hết tất cả các thuyền và làm chết nhiều người. Thế là kế hoạch của họ hoàn toàn thất bại. Bobby nói với họ chuẩn bị chiến đấu và cậu sẽ đi tìm viện trợ.
Bobby và Siry đến Veelox để gặp Aja Killian và để lấy bản đồ Ibara từ cô. Họ muốn cô đi với họ nhưng cô từ chối. Sau đó họ đến Zadaa rồi chôm cái máy dygo, máy đào đất cực tiên tiến. Sau đó họ tới Denduron để tìm thuốc nổ tên là tak. Trong thời gian tại Denduron, Bobby bỏ đi đến Quillan một mình để lấy vũ khí giết được bọn người máy dado. Sau khi lấy đủ thuốc nổ, cả nhóm bao gồm cả lữ khách Alder, một lữ khách của Denduron, lên đường về lại Ibara. Họ đã phải mất mấy tuần để đào thuốc nổ nhưng khi trở về Ibara, họ chỉ mới bỏ đi vài tiếng. Quả lạ một chuyện thần kỳ do ống dẫn tạo ra.
Khi về tới Ibara, họ dùng thuốc nổ tak gắn vào mũi tên để bắn. Họ chuẩn bị cả đêm. Khi trời rạng sáng, người dân đảo Ibara đã sẵn sàng chiến đấu và đã chiến đấu quyết luyệt cho tới cùng. Sau khi diệt hết được đợt tấn công thứ nhất của dado. Đợt thứ hai đông hơn rất nhiều do đó họ không đủ cung tên để bắn nữa. Bobby đành phải dùng mưu cách dụ hết đám dado vào hàng rồi dùng mấy thùng thuốc tak nổ tung hết bọn chúng. Trước khi cho nó nổ, Bobby lại đụng độ với tên Saint. Tên Saint lại tiết lộ thêm nhiều điều về lữ khách mà Bobby vẫn chưa hiểu. Sau khi sự kiện mà hắn gọi là "hội tụ" thì hắn sẽ trở thành vua của Halla. Bobby định hỏi hiện giờ ai là vua thì hắn chỉ trả lời vu vơ.
Sau khi chiến thắng đánh bại toàn thể đội quân dado. Bobby nói với Siry và Alder hãy trở những vũ khí về các lãnh địa thuộc về nó, chỉ giữ lại mỗi tak. Thật ra đó là cái bẫy do chính Bobby đặt ra để nhốt cậu và Saint Dane ở lại Ibara vĩnh viễn. Sau khi hai người đi, cậu dùng thuốc tak làm nổ tan tành cái ống dẫn và vì thế làm cậu và tên Saint kẹt ở lại đây. Bobby đang tràn trề đầy hy vọng là nó đã cứu được Halla.
Vào khúc cuối câu chuyện, tên Saint và Nevva Winter bàn chuyện với nhau trên đỉnh của tòa kim tự tháp nguồn sống sự sáng. Tên Saint đắc thắng là mình đã qua mặt và đánh bại được Bobby. Hắn nói chính Bobby đã tiến tay cho sự sụp đổ Denduron bằng cách tìm lại thuốc nổ tak. Nó sẽ là quân cờ đô-mi-nô làm tất cả các lãnh địa khác sẽ sụp đổ thêm. Hắn còn nói thêm với Navva là hãy làm cho Bobby mê man ở lại trên Ibara mà quên đi nhiệm vụ của mình. Khúc cuối cùng, Saint gọi tên Nevva là Telleo. Sự thật khó tin là Telleo lâu này chính là Nevva biến hình thành.

## Link ngoài
- Official Pendragon Website